# Den lille ridder
Den lille ridder er en dansk dukkefilm fra 1999, der er instrueret af Per Fly efter manuskript af Josefine Ottesen.

## Handling
Der var engang en lille dreng, som boede i et rige, hvor skænderier, slåskampe, raseri og vrede var forbudt, så der var ikke længere brug for riddere. Det var drengen ked af, for det eneste, han ønskede sig, var at blive en ædel ridder. Drengen rejser ud i verden og besøger tre forskellige riger, hvor han får bøger, kager og kører i karrusel, men ingen lærer ham at kæmpe. I en skov møder den lille dreng en kæmpe drage; han kæmper og vinder. Da han kommer hjem igen, har kongens livlæge overtaget magten, og ingen tør protestere. Det tør den lille ridder. Og han vinder kampen mod livlægen, får prinsessen og det halve kongerige og lever lykkeligt til sine dages ende. Måske med et enkelt skænderi engang imellem.